# Санша Энрикеш
Санша Энрикеш (порт. Sancha Henriques; 1097—1163) — португальская инфанта. Представительница португальского Бургундского дома. Родилась в Браге, Португалия. Вторая дочь португальского графа Генриха Бургундского и Терезы Леонской, внебрачной дочери кастильско-леонского короля Альфонсо VI. Сестра португальского короля Афонсу I. Выходила замуж дважды: первый муж — галисийский вельможа Санчо Нуньес (1070—1130), граф Селанови, управитель Понте-де-Лимы; второй человек — португальский вельможа Фернан Мендеш II (1095—1160), управитель Брагансы. Умерла в 1163 году, в Португалии, в 60-летнем возрасте. Также — Санша Португальская.

## Семья
- Отец: Генрих Бургундский (1066—1112) — граф Португалии (1096—1112).
- Мать: Тереза Леонская (1083—1130), внебрачная дочь кастильско-леонского короля Альфонсо VI.
- Брать:
  - Энрике (1106—1110) — португальский инфант; умер в детском возрасте.
  - Афонсу I (1109—1185) — граф Португалии (1112—1139), первый король Португалии (1139—1185).
- Сестры:
  - Уррака (1095/1097—1173) — португальская инфанта.
  - Тереза (1098) — португальская инфанта; умерла в детском возрасте .
- 1-й мужчина: Санчо Нуньес (1070—1130), граф Селановский, управитель Понте-де-Лимы.
  - Уррака (Urraca Sanches de Celanova; ок. 1120—?) ∞ Гонсалу Меншдеш де Соуза, португальский вельможа[1].
  - Васко (Vasco Sanches de Celanova; 1153—1182), граф Селановский.
  - Фруїлі (Fruilhe Sanches de Barbosa; ?—?) ∞ Педро Фернандес де Браганса, португальский вельможа.
- 2-й мужчина: Фернан Мендеш II (1095—1160), управитель Брагансы.